# Museo Australiano
El Museo Australiano (en inglés: Australian Museum) es un museo de Australia localizado en el distrito central de negocios de Sídney, Nueva Gales del Sur. Es el museo más antiguo de Australia, con una reputación internacional en los campos de historia natural y antropología. Fue concebido y desarrollado siguiendo el modelo europeo contemporáneo de un almacén enciclopédico de historia cultural y natural y presenta colecciones de zoología de vertebrados e invertebrados, así como mineralogía, paleontología y antropología. Además de las exposiciones, el museo también participa en investigaciones de  estudios indígenas sobre aborígenes australianas y programas comunitarios. En los primeros años del museo, la recolección era su principal prioridad, y los especímenes se intercambiaban con instituciones británicas y otras instituciones europeas. La estatura científica del museo se estableció bajo la curaduría de Gerard Krefft, un reputado científico.
El museo está ubicado en la esquina de William Street and College Street, en el distrito comercial central de Sídney, en el área del gobierno local de la Ciudad de Sídney, y originalmente se conocía como Colonial Museum o Sydney Museum. El museo fue renombrado en junio de 1836. El edificio del Museo Australiano y su colección se agregaron al  New South Wales State Heritage Register  el 2 de abril de 1999.
Su actual CEO y director ejecutivo y  Kim McKay.

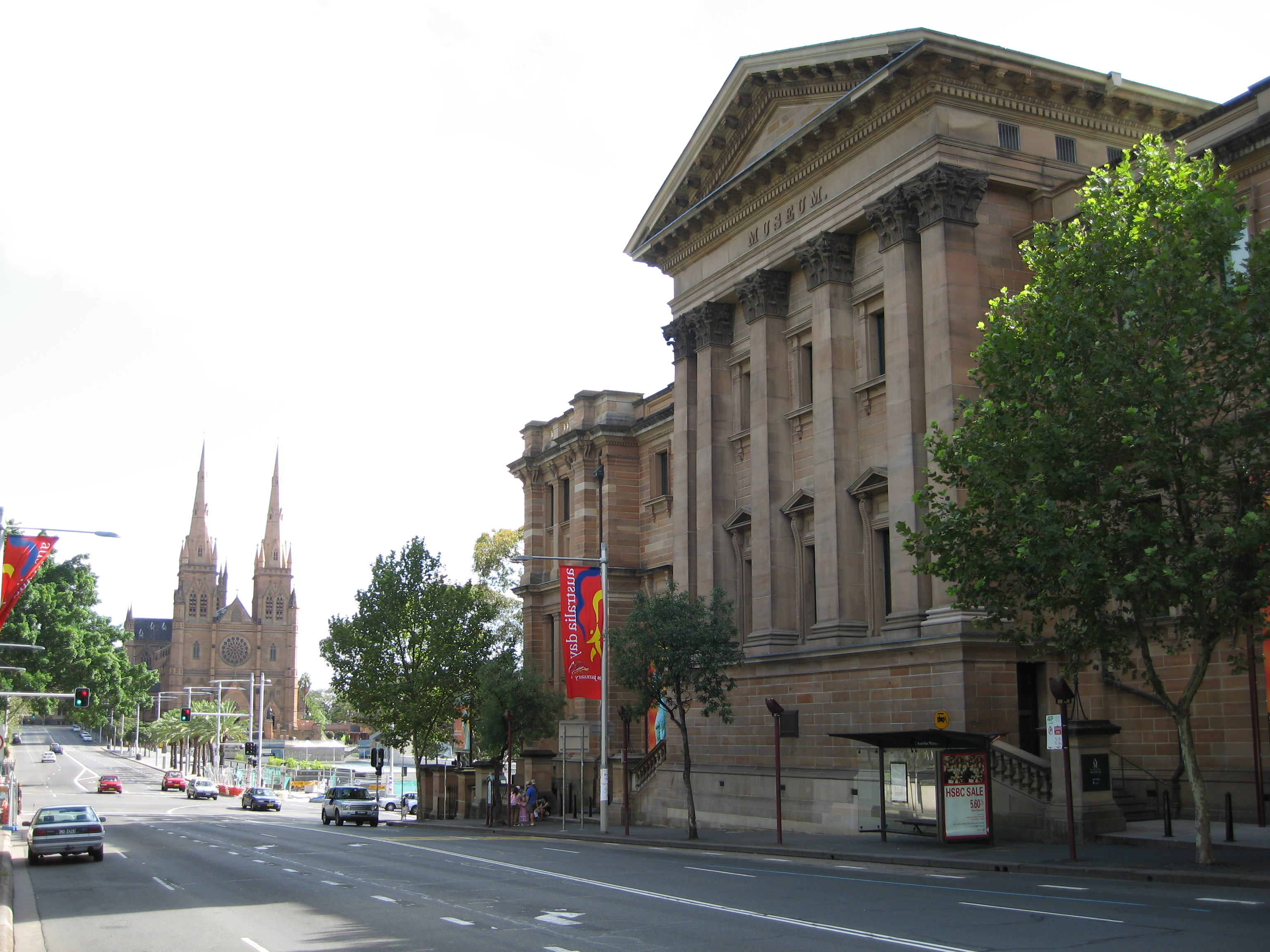
Museo Australiano